# 毒蝮三太夫の土曜ワイド商売繁盛
『毒蝮三太夫の土曜ワイド商売繁盛』（どくまむしさんだゆうのどようワイドしょうばいはんじょう）は、1985年4月6日から1988年4月9日までTBSラジオで3年間生放送されていたワイド番組である。

## 概要
TBSラジオ土曜の生ワイド『土曜ワイドラジオTOKYO』シリーズの第4弾。番組開始から1年間は4時間の番組で、毎回正午を跨いで放送されていたが、1986年春の改編で2時間にまで縮小し、これ以後は午前中のみの放送となった。午前中だけで終わっていた番組、またタイトルに「TOKYO」を冠さない番組は、本シリーズでは現状この番組が唯一となっている。

## 放送時間
いずれも日本標準時。
- 土曜 9:00 - 13:00 （1985年4月6日 - 1986年4月5日）
- 土曜 9:00 - 11:00 （1986年4月12日 - 1988年4月9日）

## 出演者
- 毒蝮三太夫
- 菅原牧子（当時TBSアナウンサー）
- 藤原弘達
- 生島ヒロシ（当時TBSアナウンサー）
- ケント・ギルバート

## コーナー
- 9時台
  - 御町内ビックリクイズ
  - 御町内オンステージ
- 10時台
  - 毒蝮の結婚万才!
  - まむしの大行進
- 11時台
- 12時台

| TBSラジオ 土曜ワイドラジオTOKYOシリーズ                        | TBSラジオ 土曜ワイドラジオTOKYOシリーズ                        | TBSラジオ 土曜ワイドラジオTOKYOシリーズ |
| 前番組                                                         | 番組名                                                         | 次番組 |
| -------------------------------------------------------------- | -------------------------------------------------------------- | --- |
| 久米宏の土曜ワイドラジオTOKYO （1978年4月8日 - 1985年3月30日） | 毒蝮三太夫の土曜ワイド商売繁盛 （1985年4月6日 - 1988年4月9日） | 土曜ワイド 吉田照美のハッピーTOKYO （1988年4月16日 - 1991年4月6日）                                                                                   |
| TBSラジオ 土曜 11:00 - 13:00                                   |                                                                | |
| 久米宏の土曜ワイドラジオTOKYO （1978年4月8日 - 1985年3月30日） | 毒蝮三太夫の土曜ワイド商売繁盛 （1985年4月6日 - 1986年4月5日） | ニュース （11:00 - 11:05）土曜電リク 青春リターンマッチ （11:05 - 12:00）ニュース （12:00 - 12:05）週刊トーク～アッコとバンちゃん～ （12:05 - 13:00） |